# Niklas Schmidt
Niklas Uwe Schmidt (* 1. März 1998 in Kassel) ist ein deutscher Fußballspieler. Er wird überwiegend als offensiver Mittelfeldspieler eingesetzt und steht beim FC Toulouse unter Vertrag.

## Karriere

### Werder Bremen
Schmidt spielte als Kind bei der SpVgg Olympia Kassel, dem OSC Vellmar und Rot-Weiß Erfurt, ehe er 2012 in die C-Jugend des SV Werder Bremen wechselte. Zunächst war er Stürmer und wechselte dann ins Mittelfeld. In der B-Jugend kam er zu mehreren Einsätzen in den deutschen Juniorennationalmannschaften. Er nahm auch an der U-17-Fußball-Europameisterschaft 2015 teil. Mit der Bremer A-Jugend erreichte er das Halbfinale um die deutsche Meisterschaft und war dabei gemeinsam mit Johannes Eggestein ein wichtiger Leistungsträger der Mannschaft.
Im Juli 2016 erhielt Schmidt einen Profivertrag. Zunächst kam er in der von Alexander Nouri trainierten U-23-Mannschaft der Bremer in der 3. Liga zum Einsatz. Als Nouri Interimstrainer der Bundesligamannschaft wurde, stand Schmidt am 24. September 2016 im Spiel gegen den VfL Wolfsburg erstmals im Bundesligakader, wurde in der 76. Minute für Clemens Fritz eingewechselt und bereitete mit einem Eckball den Siegtreffer zum 2:1 vor.
Zu Beginn der Sommervorbereitung 2018 wurde Schmidt von Florian Kohfeldt aus dem Kader der ersten Mannschaft gestrichen und fest in die zweite Mannschaft versetzt. Anschließend absolvierte er ein Probetraining beim Zweitligisten Holstein Kiel, wurde jedoch nicht verpflichtet. Am 24. Juli 2018 wechselte Schmidt auf Leihbasis bis zum Ende der Saison 2018/19 in die 3. Liga zum SV Wehen Wiesbaden. Dort entwickelte er sich rasch zum Stammspieler und besten Torvorlagengeber der Hessen, mit denen er in die 2. Liga aufsteigen konnte.
Nach Ende des Leihvertrages verlängerte Werder zur Saison 2019/20 seinerseits den Vertrag mit dem Offensivspieler und vereinbarte im Anschluss ein zweijähriges Leihgeschäft mit dem VfL Osnabrück, der ebenfalls in die 2. Bundesliga aufgestiegen war.
Zur Saison 2021/22 kehrte Schmidt zu Werder Bremen zurück, das zuvor in die 2. Bundesliga abgestiegen war.
Im Wintertrainingslager 2022/2023 bzw. im Januar 2023 machte Schmidt publik, mit Depression zu kämpfen.

### FC Toulouse
Nach 11 Jahren in Bremen wechselte er im Sommer 2023 zum französischen Verein FC Toulouse.

## Erfolge
SV Wehen Wiesbaden
- Aufstieg in die 2. Bundesliga: 2019

Werder Bremen
- Aufstieg in die Bundesliga: 2022